# 萬三九六
萬 三九六（よろず さんくろう）は、対戦型格闘ゲーム『サムライスピリッツ』シリーズに登場する架空の人物。

## 概要
「天下逸品」の銘を持つ巨大な木槌を持った盗賊。自らを「最強」と公言して憚らないが、実際には短筒（銘は「弾き」）を使用したり、子分に攻撃させるなど性格は卑劣極まりない。
『サムライスピリッツ零』（以下『零』と表記）の中ボスの一人として初登場し、倒幕を目論む兇國日輪守我旺に便乗して、その部下として働いていたが、その一方で素性を隠して牙神幻十郎に接近して、我旺殺しの依頼をしていた。
一八（いっぱち）、五七（ごしち）、二四（ふよ）という3人の子分を従え、彼らに慕われているが、三九六自身は彼らを単に「便利な存在」としか考えていない。特に女性である二四は本気で三九六に惚れている美人にもかかわらず、三九六は「金に困れば女郎屋に売り飛ばせばいい」程度にしか思っていない。二四に限らず、女は基本的に売り飛ばす対象としか見ていないため、真鏡名ミナからは「最悪」、シャルロットからは「女の敵め!」などと罵られる。その一方で、緋雨閑丸を妙に気に入っている。
『零SPECIAL』には参戦していないが、黒河内夢路と同様にプレイステーション2版の『零』ではプレイヤーキャラクターとして使用可能になった。
『サムライスピリッツ 天下一剣客伝』（以下『剣客伝』と表記）のエンディングは「寿司の拾い食いで腹を壊し、気を失っていた」という夢オチだった。また、祭囃子双六かパクパクを使うと4回戦の相手として登場し、王虎のエンディングにも登場している。
全体的なデザインは牙神幻十郎の流用である（顔や足回りや背中などを描き換えたもの）。『剣客伝』においては幻十郎に「下衆がッ!」と一喝される場面がある。また自分を「鬼と恐れられた」と称することがあり、下の名前も壬無月斬紅郎と似ている。だが､本物と出会うと震え上がる。

## 技の解説

### 必殺技
一八!!
合図と共に相手の背後から一八に掴みかからせ、無防備にする。『零』ではガード不可だが、『剣客伝』では普通にガードが可能。
五七!!
合図と共に五七が空中から飛び込み、両手を組んで叩き付ける中段技。技のスピードが結構速い。
お二四!!
合図と共に二四がスライディングキックで突進する下段技。
寿司は江戸前!!
『零』ではおもむろに寿司を取り出して食べ、体力を回復する技。『剣客伝』では相手を掴んでから踵落としでダウンさせて、その隙に寿司を食べる投げ技（コマンド投げ）になっている。
俺の種子島
短筒を取り出して真正面に射撃する。弾は飛び道具では無く、射程距離のある見えない打撃技となっている。『零』では武器飛ばし技だったが、『剣客伝』で通常の必殺技に変更。
俺の生き様を見さらせ!!
『剣客伝』で追加された技。木槌をひたすら左右に振り回し続ける。技中にレバー入れで前進が可能。
自慢の一物
『剣客伝』で追加された技。爆弾を取り出して投げる。飛脚の投げてくる爆弾と違い、すぐ爆発する。

### 武器飛ばし技など
俺の種子島
『零』での武器飛ばし技。このバージョンでは射程無限でガード不能。ジャンプすれば回避可能。
暴力はええのぅ
『剣客伝』での武器飛ばし技。突進した後に子分の3人が相手を袋叩きにして、三九六が蹴りで止めを刺す技。子分の3人が相手を攻撃している間、本人は喫煙している。
寿司は江戸前やで、ほんま!!
『剣客伝』の秘奥義で「寿司は江戸前!!」の強化版。

## キャスト
- 志村知幸（サムライスピリッツ零）
- 福井信介（サムライスピリッツ天下一剣客伝）

## 関連人物
- 兇國日輪守我旺 - （一応は）主人
- 黒河内夢路 - （一応は）仲間だが嫌っている
- 牙神幻十郎 - 利用して（一応）主人である兇國日輪守我旺を殺害しようとしたが三九六の思惑は失敗に終わる
- 緋雨閑丸 - 手下にしたがっている
- 双子の弟 - 三九六が生活の為に売り飛ばした生き別れの双子の弟、因縁
- 一八 - 手下、プロフィールの「好きなもの」の通り一応好いているが実際は金目当てで利用してるだけ
- 五七 - 手下、プロフィールの「好きなもの」の通り一応好いているが実際は金目当てで利用してるだけ
- 二四 - 手下、プロフィールの「好きなもの」の通り一応手下として好いており、二四から本気で好意を抱かれるが、実際は金目当てで利用してるだけで「金に困れば女郎屋に売り飛ばせばいい」程度にしか思っていない